# ایالات فدرال میکرونزی
ایالات فدرال میکرونزی (به انگلیسی: Federated States of Micronesia) که به‌طور خلاصه میکرونزی خوانده می‌شود یک کشور مستقل و کشور وابسته به ایالات متحده آمریکا در غرب اقیانوس آرام است. ایالات فدرال میکرونزی از چهار ایالت پدید آمده که نام آنها از غرب به شرق یَپ، چوئوک، پُناپی، و کُسرائه است. در مجموع، ۶۰۷ جزیره در این کشور وجود دارند که با مساحت کل ۷۰۲ کیلومتر مربع (۲۷۱ مایل مربع) در یک پهنه ۲٬۷۰۰ کیلومتر (۱٬۷۰۰ مایل) بالاتر از استوا قرار دارند. این جزیره‌ها در شمال شرق گینه نو، جنوب گوآم، و جزایر ماریانا، باختر نائورو و جزایر مارشال، خاور پالائو و فیلیپین، ۲٬۹۰۰ کیلومتر (۱٬۸۰۰ مایل) شمال استرالیای شرقی، و نزدیک به ۴٬۰۰۰ کیلومتر (۲٬۵۰۰ مایل) جنوب غرب جزیره اصلی هاوایی قرار دارند.

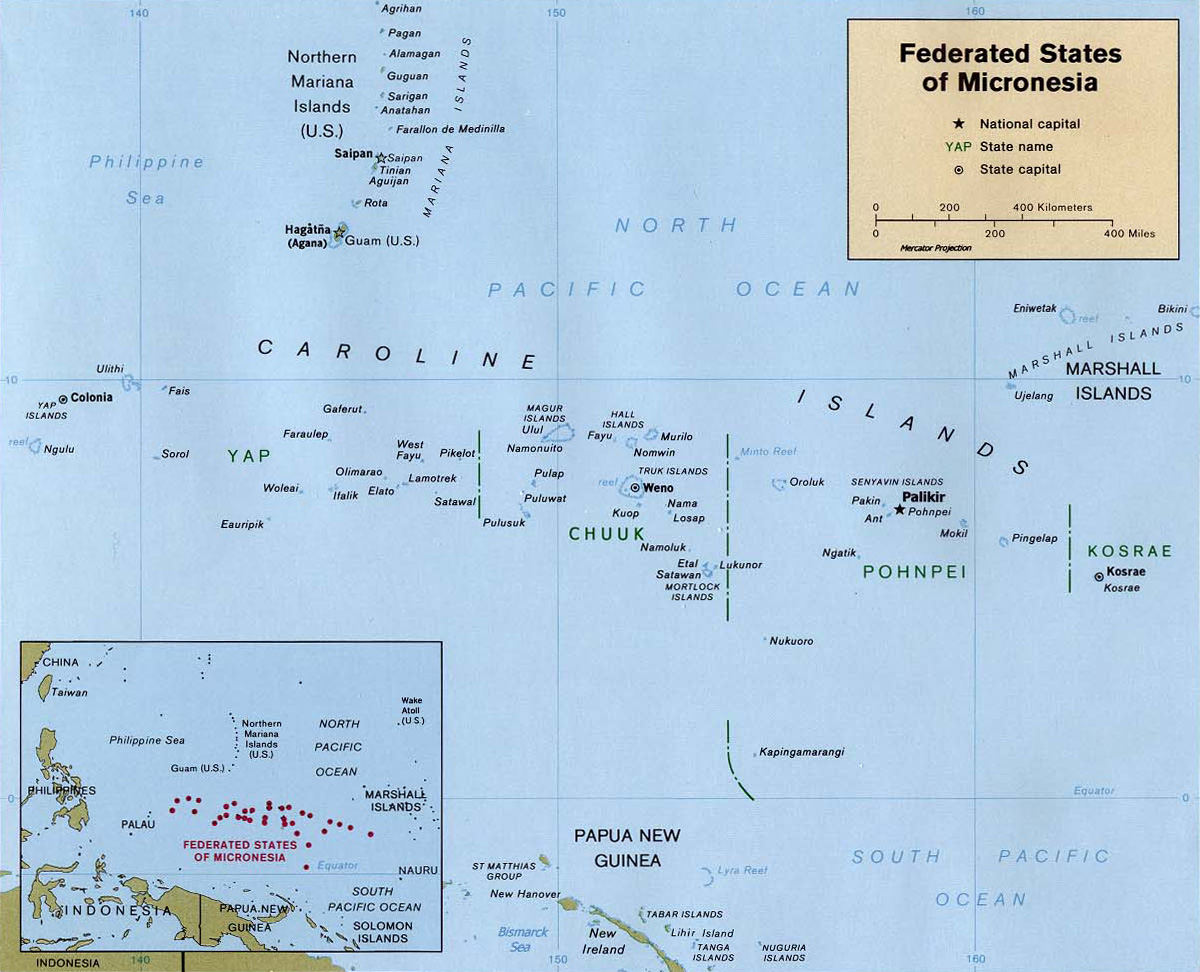
نقشه ایالات فدرال میکرونزی

اگرچه مساحت کل ایالات فدرال میکرونزی بسیار کم است اما بیش از ۲٬۶۰۰٬۰۰۰ کیلومتر مربع (۱٬۰۰۰٬۰۰۰ مایل مربع) از پهنه اقیانوس آرام را می‌پوشاند و باعث می‌شود که این کشور چهاردهمین منطقه انحصاری اقتصادی در جهان باشد. پایتخت این کشور شهر پالیکیر در جزیره پُناپی است. بزرگ‌ترین شهر آن ونو در تالاب چوئوک است.
مرکز هر یک از چهار ایالت، از یک یا چند جزیره اصلی مرتفع پدید آمده و همه آنها به جز کُسرائه، چندین جزیره دور افتاده دارند. ایالات فدرال میکرونزی، خارج از میکرونزی در بخشی از جزایر کارولین گسترده شده که شامل هزاران جزیره کوچک تقسیم شده، میان چندین کشور می‌شوند. واژه «میکرونزی» به «ایالت‌های فدرال» یا به‌طور کلی، «آن ناحیه» گفته می‌شود.
ایالات فدرال میکرونزی در گذشته، بخشی از قلمرو تراست جزایر اقیانوس آرام بود که مدیریت آن به‌عنوان قلمرو تراست سازمان ملل متحد به آمریکا سپرده شده بود. در ۱۰ مه ۱۹۷۹ قانون اساسی آن اجرایی شد و در ۳ نوامبر ۱۹۸۶ بر پایه پیمان اتحادیه آزاد با آمریکا به صورت کشور مستقل درآمد. دیگر همسایه‌های آن نیز که بخشی از قلمرو تراست جزایر اقیانوس آرام بودند نیز مستقل شده و جزایر مارشال، و پالائو را تشکیل دادند.

## تاریخ
پیشینیان میکرونزی، چهار هزار سال پیش در آن منطقه ساکن شدند. در گذر زمان، یک سامانه نیمه متمرکز رئیسِ قبیله‌ای به یک فرهنگ مذهبی و اقتصادی متمرکز در یَپ تبدیل شد.
نان مدال شامل گروهی از آبخوست‌های انسان‌ساخته کوچک می‌شد که با شبکه‌ای از کانال‌ها به یکدیگر وصل می‌شدند. این تمدن «ونیز اقیانوس آرام» نامیده می‌شد. این تمدن در کناره خاوری آبخوست پُناپی قرار داشت و مرکز سلطنت دودمان سادولور بود. این سلسله بین سال‌های ۵۰۰ تا ۱۵۰۰ پس از میلاد جمعیت نزدیک به ۲۵٬۰۰۰ نفری پوناپی را متحد کرد تا این در سال ۱۵۰۰ پس از میلاد سامانه متمرکز آن فرو پاشید.
کاشفان اروپایی-در سده ۱۶ (میلادی) نخستین پرتغالی‌ها در جستجوی جزایر ادویه (اندونزی) و سپس اسپانیایی‌ها وارد جزایر کارولین شدند. اسپانیایی‌ها مجمع‌الجزایر کارولین را به هند شرقی اسپانیا به پایتختی مانیل افزودند و در سده ۱۹ (میلادی) چندین پست مرزی و مرکز مذهبی در آن دایر کردند. در ۱۸۸۷ شهر «سانتیاگو دِ لا آسِنسیون» را پایه گذاشتند که امروز «کولونیا» نامیده می‌شود.
پس از شکست امپراتوری اسپانیا در جنگ آمریکا و اسپانیا، امپراتوری اسپانیا این آبخوست‌ها را به امپراتوری آلمان با پیمان ۱۸۹۹ آلمان-اسپانیا به قیمت ۲۵ میلیون پزوتا (۱۷ میلیون مارک طلایی آلمان) فروخت. امپراتوری آلمان این منطقه را به گینه نو آلمان افزود.

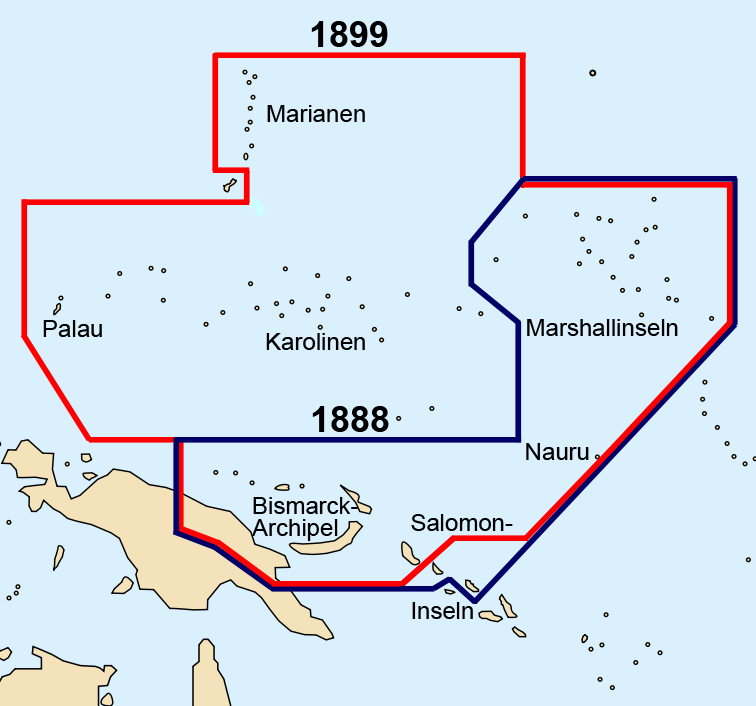
نقشه گینه نو آلمان پیش (آبی) و پس از (قرمز) پیمان ۱۸۹۹ آلمان-اسپانیا

در هنگام جنگ جهانی اول این منطقه به اشغال امپراتوری ژاپن درآمد. پس از جنگ، جامعه ملل به‌عنوان بخشی از پیمان ورسای با قیمومت اقیانوس آرام جنوبی مدیریت آن را به ژاپن داد.
در هنگام جنگ جهانی دوم بخش مهمی از ناوگان ژاپنی‌ها در تالاب چوئوک مستقر بود. در فوریه ۱۹۴۴ با عملیات هیلستن یکی از سرنوشت‌سازترین نبردهای جنگ در چوئوک درگرفت که در آن بسیاری از کشتی‌ها و هواپیماهای پشتیبانی ژاپنی ویران شدند.
پس از جنگ جهانی دوم در ۱۹۴۷ با قطعنامه ۲۱ شورای امنیت مدیریت این منطقه با نام قلمرو تراست جزایر اقیانوس آرام به آمریکا واگذار شد.
در ۱۰ مه ۱۹۷۹ چهار ناحیه درون قلمرو تراست جزایر اقیانوس آرام، قانون اساسی را تصویب کردند تا کشور مستقل ایالات فدرال میکرونزی را تشکیل دهند. پالائو، جزایر مارشال، و جزایر ماریانای شمالی، پیوستن در این کشور را نپذیرفتند. ایالات فدرال میکرونزی پیمان اتحادیه آزاد را با آمریکا امضا کرد که با اجرایی شدن آن در ۳ نوامبر ۱۹۸۶ از قلمرو امانی به یک کشور مستقل تبدیل شد. در ۲۲ دسامبر ۱۹۹۰ هنگامی که سازمان ملل متحد بر پایه قطعنامه ۶۸۳ شورای امنیت رسماً به تعریف قلمروهای تراست پایان داد، استقلال ایالات فدرال میکرونزی بر پایه قوانین بین‌المللی، رسمیت یافت. پیمان اتحادیه آزاد در سال ۲۰۰۴ تمدید شد.

## سیاست
ایالات فدرال میکرونزی بر پایه قانون اساسی ایالات فدرال میکرونزی مصوب ۱۹۷۹ اداره می‌شود که حقوق بشر پایه را تضمین کرده و سه قوه را از هم جدا می‌کند. سامانه تک‌مجلسی کنگره ایالات فدرال میکرونزی چهارده عضو دارد که با بیشترین رای انتخاب می‌شوند. چهار سناتور هر یک نماینده یک ایالت برای چهار سال هستند. دیگر سناتورها بر پایه مجموع جمعیت هر منطقه انتخاب می‌شوند. رئیس‌جمهور ایالات فدرال میکرونزی و معاون اول رئیس‌جمهور ایالات فدرال میکرونزی از میان چهار عضو ایالتی کنگره و به انتخاب اعضای کنگره برای یک دوره چهار ساله انتخاب می‌شوند. جای خالی آنها با انتخابات ویژه‌ای پُر می‌شود.

### امور دفاعی و خارجه
در روابط بین‌الملل، در مجمع عمومی سازمان ملل متحد ایالات فدرال میکرونزی پیرو آمریکا است.
ایالات فدرال میکرونزی یک کشور مستقل با دولت خود مختار در اتحاد آزاد با آمریکا است. آمریکا مسئولیت دفاع کامل از ایالات فدرال میکرونزی را بر عهده دارد. واحد نظارت دریایی، عملیات شبه نظامی و یک واحد پلیس آبی را مدیریت می‌کند. پیمان اتحادیه آزاد به شهروندان ایالات فدرال میکرونزی اجازه می‌دهد تا بدون داشتن شهروندی یا اجازه اقامت دائم در آمریکا به عضویت نیروهای مسلح ایالات متحده آمریکا در آیند، در آمریکا کار کنند و از برنامه‌های فنی و اقتصادی آمریکا بهره‌مند شوند.
ایالات فدرال میکرونزی با ۵۶ کشور رابطه دارد. به پیشنهاد آمریکا عضویت ایالات فدرال میکرونزی در ۹ اوت ۱۹۹۱ با قطعنامه ۷۰۳ شورای امنیت در سازمان ملل متحد پذیرفته شد. در ۱۷ سپتامبر ۱۹۹۱ مجمع عمومی سازمان ملل متحد با قطعنامه ۴۶/۲ این عضویت را تأیید کرد. ایالات فدرال میکرونزی عضو فعالی در انجمن اقیانوس آرام است.

### تقسیمات کشوری
چهار ایالت کشور ایالات فدرال میکرونزی از باختر به خاور:
| ایالت  | نام انگلیسی | مرکز    | مساحت (کیلومتر مربع) | جمعیت (نفر) |
| ------ | ----------- | ------- | -------------------- | ----------- |
| چوئوک  | Chuuk       | ونو     | ۱۲۷                  | ۵۴٬۵۹۵      |
| کُسرائه | Kosrae      | تُفُل     | ۱۱۰                  | ۹٬۶۸۶       |
| پُناپی  | Pohnpei     | کولونیا | ۳۴۶                  | ۳۴٬۶۸۵      |
| یَپ     | Yap         | کولونیا | ۱۱۸                  | ۱۶٬۴۳۶      |

نقشه ایالات فدرال میکرونزی با جداسازی ایالت‌ها

هر یک از این ایالت‌ها به منطقه‌های شهرداری تقسیم می‌شوند.

### مناقشه ارضی
اسپانیا بر آب‌سنگ حلقوی کاپینامارنگی ادعای مالکیت دارد. در ۱۸۸۵ در هنگام نزاع بین امپراتوری استعماری آلمان و اسپانیا بر سر جزایر کارولین، با دستور پاپ لئون سیزدهم، گروهی کاردینال، مالکیت اسپانیا بر جزایر کارولین و پالائو را به‌عنوان بخشی از هند شرقی اسپانیا بررسی کرده و در ۱۷ دسامبر آن سال تأیید کردند. بند ۲ تاییدیه، محدوده قلمرو اسپانیا را میکرونزی جنوبی تعیین می‌کند که بین عرض جغرافیایی استوا و مدار ۱۱ درجه شمالی و طول جغرافیایی ۱۳۳ و ۱۶۴ درجه شرقی قرار می‌گیرد. در ۱۸۹۹ اسپانیا در جنگ آمریکا و اسپانیا شکست خورد و جزایر ماریانا، کارولین و پالائو را به آلمان فروخت. اگرچه پژوهش‌گر شورای پژوهش ملی اسپانیا «امیلیو پاستور سانتوس» در سال ۱۹۴۸ ادعا کرد که بر پایه اسناد تاریخی، مانند نمودارها و نقشه‌های آن زمان، کاپینگامارانگی و برخی آبخوست‌های دیگر، هیچگاه بخشی از جزایر کارولین نبوده‌اند؛ بنابراین مالکیت کاپینگامارانگی و دیگر آبخوست‌ها به آلمان منتقل نشده‌اند. همچنین هیچ سند دیگری برای ترک اسپانیا از این آبخوست‌ها وجود ندارد؛ بنابراین این آبخوست باید در مالکیت اسپانیا باشد.

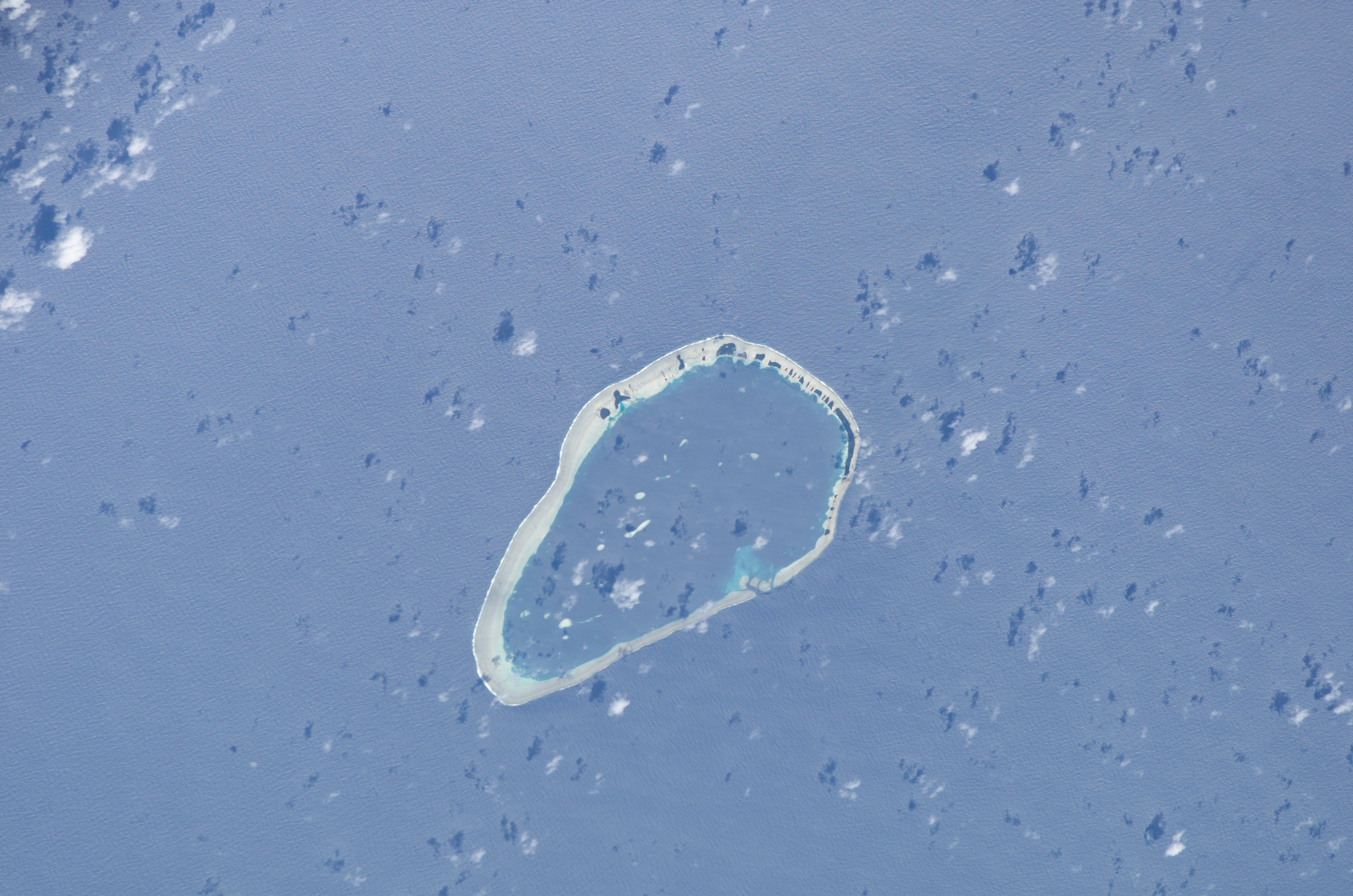
آب‌سنگ حلقوی کاپینامارنگی از دید ایستگاه فضایی بین‌المللی

«پاستور سانتوس» رساله خود را در ۱۹۴۸ به دولت اسپانیا داد. در ۱۲ ژانویه ۱۹۴۹ در شورای وزیران اسپانیا، وزیر امور خارجه اسپانیا اعلام کرد که این موضوع گام نخست آگاهی مردمی را گذرانده‌است. کابینه اطلاعات دیپلماتیک وزیر امور خارجه اسپانیا اعلام کرد که:
وزیر امور خارجه اسپانیا، به دلیل نگاه مردم و دیدگاه‌های آنان در مطبوعات، درخواست مالکیت کاپینگامارانگی را به اطلاع شورای وزیران رساند. این وزارت‌خانه تأیید می‌کند که بر پایه بند ۳ پیمان ۱ ژوئیه ۱۸۹۹ برخی حقایق و واقعیات تاریخی، به غیر از سرزمین‌هایی که در ۱۸۹۹ واگذار شده‌اند، اسپانیا حقوق خود بر میکرونزی و دیگر چیزها در آن منطقه را به رسمیت می‌شناسد.
اما تا کنون هیچ‌یک از دولت‌های اسپانیا تلاشی برای این موضوع نکرده و این داستان به صورت یک کنجکاوی تاریخی دربارهٔ کاپینگامارانگی درآمده است.
ایالات فدرال میکرونزی، کاپینامارنگی را بخشی از خاک خود می‌داند و بر آن کنترل دفاکتو دارد.

## جغرافیا
ایالات فدرال میکرونزی از ۶۰۷ آبخوست تشکیل شده که در یک پهنه مجمع‌الجزایری به درازای ۲٬۹۰۰ کیلومتر (۱٬۸۰۰ مایل) در جزایر کارولین در خاور فیلیپین گسترده شده‌است. مجموع مساحت آبخوست‌ها ۷۰۲ کیلومتر مربع (۲۷۱ مایل مربع) است.
این آبخوست‌ها در چهار ایالت تقسیم شده‌اند. نام این ایالت‌ها یَپ، چوئوک (تا پیش از ژانویه ۱۹۹۰ «تروک» نامیده می‌شد)، پُناپِی (تا پیش از نوامبر ۱۹۸۴ «پُناپی» نامیده می‌شد)، و کُسرائه (در گذشته «کوسائی» نامیده می‌شد) است. در پرچم ایالات فدرال میکرونزی این چهار ایالت با چهار ستاره سفید نشان داده شده‌اند.

## ترابری

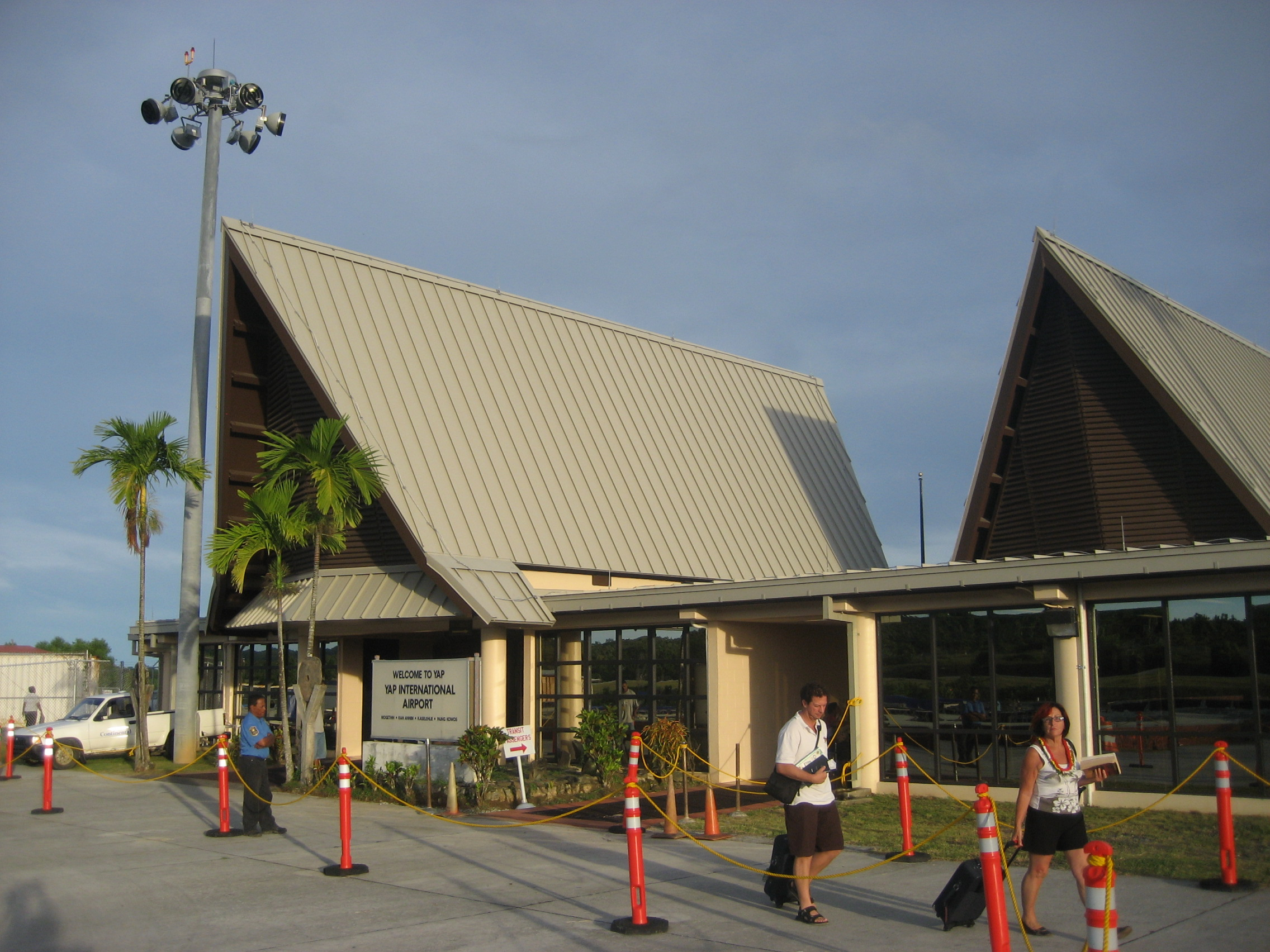
فرودگاه بین‌المللی یپ

در ایالات فدرال میکرونزی چهار فرودگاه بین‌المللی وجود دارند:
- فرودگاه بین‌المللی پوناپی در پوناپی (آبخوست اصلی ایالت پُناپی)[۱۴]
- فرودگاه بین‌المللی چوک در تالاب چوک (آبخوست اصلی ایالت چوئوک)[۱۵]
- فرودگاه بین‌المللی کوسرای در کوسرائی[۱۶]
- فرودگاه بین‌المللی یپ در یَپ (آبخوست اصلی ایالت یَپ)[۱۷]

## اقتصاد
فعالیت اقتصادی در ایالات فدرال میکرونزی بیشتر شامل کشاورزی و ماهی‌گیری می‌شود. به غیر از فسفات عیار بالا، آبخوست‌ها منابع معدنی کمی برای بهره‌برداری دارند. کشتی‌های چینی در دهه ۱۹۹۰ (میلادی) به ماهی‌گیری ماهی تن در آب‌های ایالات فدرال میکرونزی می‌پرداختند. امکان بهره‌گیری از صنعت گردشگری وجود دارد اما دور افتادگی آبخوست‌ها و کمبود وسایل ترابری، مانع از توسعه می‌شوند. کمک مالی از سوی آمریکا منبع اصلی درآمد است. بین سال‌های ۱۹۸۶ تا ۲۰۰۱ آمریکا ۱/۳ میلیارد دلار آمریکا به ایالات فدرال میکرونزی کمک کرد. اطلاعات‌نامه جهان وابستگی زیاد به آمریکا را از نگرانی‌های ایالات فدرال میکرونزی می‌داند. جدا افتادگی جغرافیایی و توسعه اندک زیرساخت‌ها از مشکلات توسعه بلند مدت هستند.

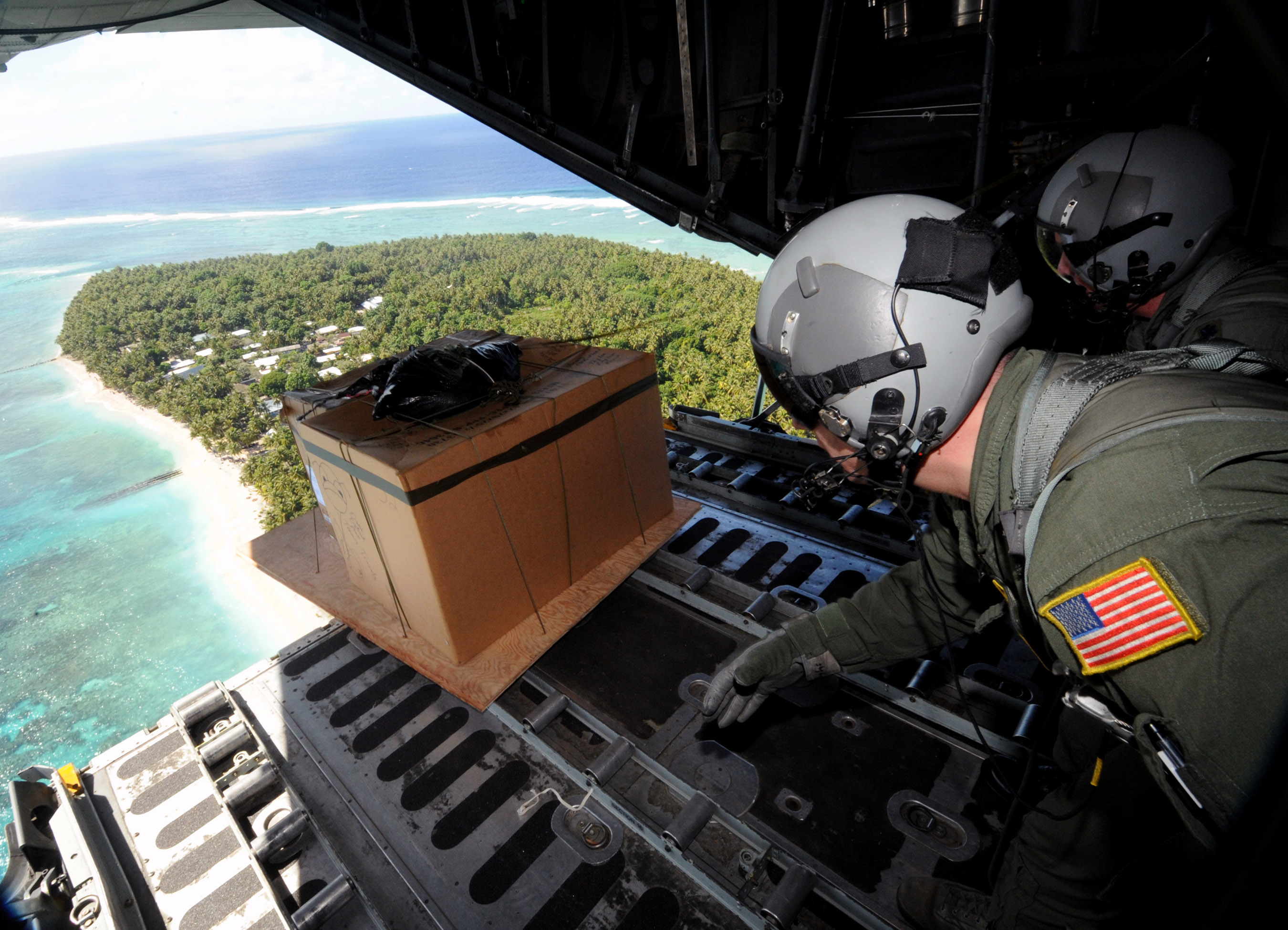
نیروی هوایی ایالات متحده آمریکا در عملیات انداختن کریسمس سال ۲۰۰۸ که در آن بسته‌های کمک‌های انسانی و هدیه‌های کریسمس از هواپیما به پایین انداخته می‌شوند. این عملیات هر سال از سال ۱۹۵۲ انجام می‌شود.

## جامعه

### جمعیت‌شناسی
مردم بومی که بیشتر میکرونزیایی هستند از گروه‌های قومی گوناگونی پدید آمده‌اند. نزدیک به ۱۰۰٪ جمعیت آن اهل آسیا و اقیانوس آرام هستند. ۴۸٪/۸ چوئوکی، ۲۴/۲ ٪ پوناپیای، ۶/۲ ٪ کُسرائیایی، ۵/۲ ٪ یَپیای، ۴/۵ ٪ آبخوست‌های دور افتاده یَپ، ۱/۸ ٪ آسیایی، ۱/۵ ٪پُلینِزیایی، ۶/۴ ٪ دیگر نژادها، و ۱/۴ ٪ ناشناخته هستند. یک اقلیت مشخص نیز نیاکان ژاپنی دارند که به خاطر ازدواج بین ساکنان ژاپنی و میکرونزیایی در دوره مستعمره ژاپنی‌ها بودن است.
از دهه ۱۹۹۰ یک تبعیض در حال گسترش برای آمریکایی‌ها، استرالیایی‌ها، اروپایی‌ها، و اهالی چین و فیلیپین وجود داشته‌است. رشد جمعیت ایالات فدرال میکرونزی بالا و بیش از ۳٪ سالانه است. اما به دلیل نرخ مهاجرت از کشور، از ازدحام جمعیت جلوگیری می‌شود.

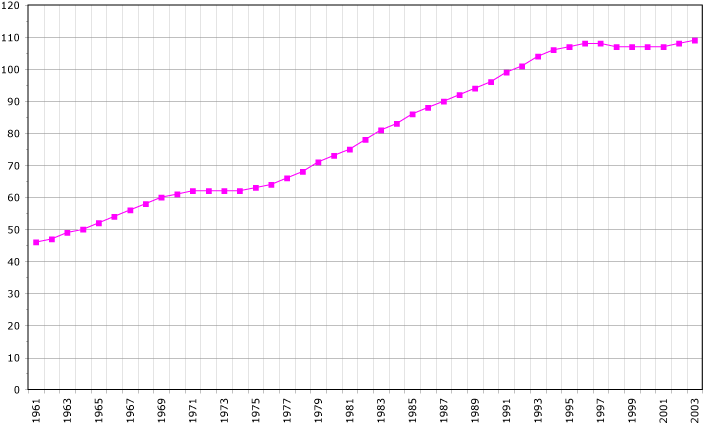
نمودار جمعیت‌شناسی ایالات فدرال میکرونزی به صورت زایمان به ازای هر ۱۰۰۰ نفر تا سال ۲۰۰۵ بر پایه داده‌های فائو

### زبان‌ها
زبان انگلیسی زبان رایج و دولتی و آموزش متوسطه و تدریس در دانشگاه است. خارج از شهرهای مرکز ایالت، بیشتر به زبان‌های محلی، سخن گفته می‌شود. همچنین زبان چوکی‌ای، زبان کوسرائیایی، زبان پوناپیایی، زبان یاپیایی، زبان یولیتیایی، زبان ولئاییایی، زبان نوکوئورو، و زبان کاپینگامارانگی نیز صحبت می‌شود.
دیگر زبان‌های مورد استفاده، زبان پینگلاپی، زبان ناتیکی، زبان ساتاوالی، زبان پولووات، زبان مرتلوکی، زبان موکیلی هستند. ۳٬۰۰۰ نفر به زبان کاپینگامارانگی، یولیتیایی، و کمتر از ۱٬۰۰۰ نفر به زبان نوکوئورو سخن می‌گویند.

### مذهب
بسیاری از میکرونزیایی‌ها پیرو آیین مسیحیت هستند. چندین فرقه پروتستان و چندین کلیسای کاتولیک رومی در هر یک از ایالت‌ها وجود دارند. ریشه بیشتر گروه‌های پروتستان به مبلغان کنگره‌گرایان آمریکایی بازمی‌گردد. در آبخوست کُسرائه تعداد پیروان پروتستان نزدیک به ۷٬۸۰۰ نفر (۹۵٪ جمعیت کُسرائه) است. از جمعیت ۳۵٬۰۰۰ نفری پُناپی نیمی از آن پروتستان و نیمی دیگر کاتولیک هستند.
در ایالت‌های چوئوک و یَپ ۶۰٪ جمعیت، کاتولیک و ۴۰٪ دیگر پروتستان هستند. گروه‌های مذهبی که پیروان کمی دارند باپتیست، انجمن‌های خدا، سپاه رستگاری، کلیسای ادونتیست‌های روز هفتم، شاهدان یهوه، کلیسای عیسی مسیح قدیسان آخرالزمان (مورمون)، و بهائیت هستند. ۰/۷ ٪ جمعیت پوناپی پیرو آیین بودایی هستند. حضور و خدمات مذهبی، زیاد است. کلیساها توسط گروه‌های خود، پشتیبانی می‌شوند و نقش مهمی در جامعه دارند. با وجود اینکه بیشتر مردم مخالف حضور اسلام در آن کشور هستند، مسلمانان احمدیه در ژوئیه ۲۰۱۵ ثبت شدند. این مسلمانان در کُسرائه زندگی می‌کنند.

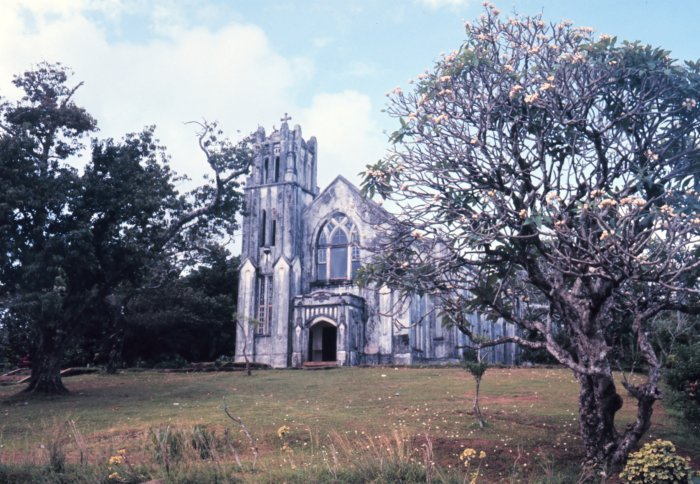
یک کلیسای کاتولیک در کولونیا (میکرونزی) مرکز ایالت پُناپی

بیشتر مهاجران، کاتولیک‌های فیلیپین هستند که به کلیساهای کاتولیک محلی پیوسته‌اند. مذهب ایگلسیا نی کریستو مسیحی فیلیپین نیز یک کلیسا در پُناپی دارد. در دهه ۱۸۹۰ (میلادی) در آبخوست پُناپی اختلاف بین مذهب‌ها و تغییر رهبران مذهبی به جدایش گروه‌های مذهبی و پیدایش خط جداکننده فیزیکی میان آنها انجامید که تا امروز نیز وجود دارد. بیشتر پروتستان‌ها در نیمه باختری آبخوست زندگی می‌کنند. درحالی‌که کاتولیک‌ها در نیمه خاوری زندگی می‌کنند. مبلغان مذهبی ادیان بسیاری، دین خود را آزادانه تبلیغ می‌کنند. قانون اساسی ایالات فدرال میکرونزی آزادی ادیان را تضمین می‌کند و دولت ایالات فدرال میکرونزی در عمل به این اصل وفادار است. در سال ۲۰۰۷ حکومت فدرال ایالات متحده آمریکا هیچ گزارشی بر سوء استفاده یا تبعیض بر پایه دین دریافت نکرد.

### سلامت
آب‌سنگ حلقوی پینگلاپ به خاطر شیوع کوررنگی کامل (آکروماتوپسیا) (با نام محلی "ماسکون") قابل توجه است. نزدیک به ۵٪ جمعیت ۳۰۰۰ نفری آن دچار این کوررنگی هستند.

## فرهنگ
هر یک از چهار ایالت، فرهنگ و سنت خاص خود را دارند. اما فرهنگی مشترک و پیوندهای فرهنگی با ریشه چند صد ساله وجود دارند. همانندی‌های فرهنگی شامل توجه به خانواده گسترده و سامانه قبیله‌ای است که در همه آبخوست‌ها یافت می‌شود.

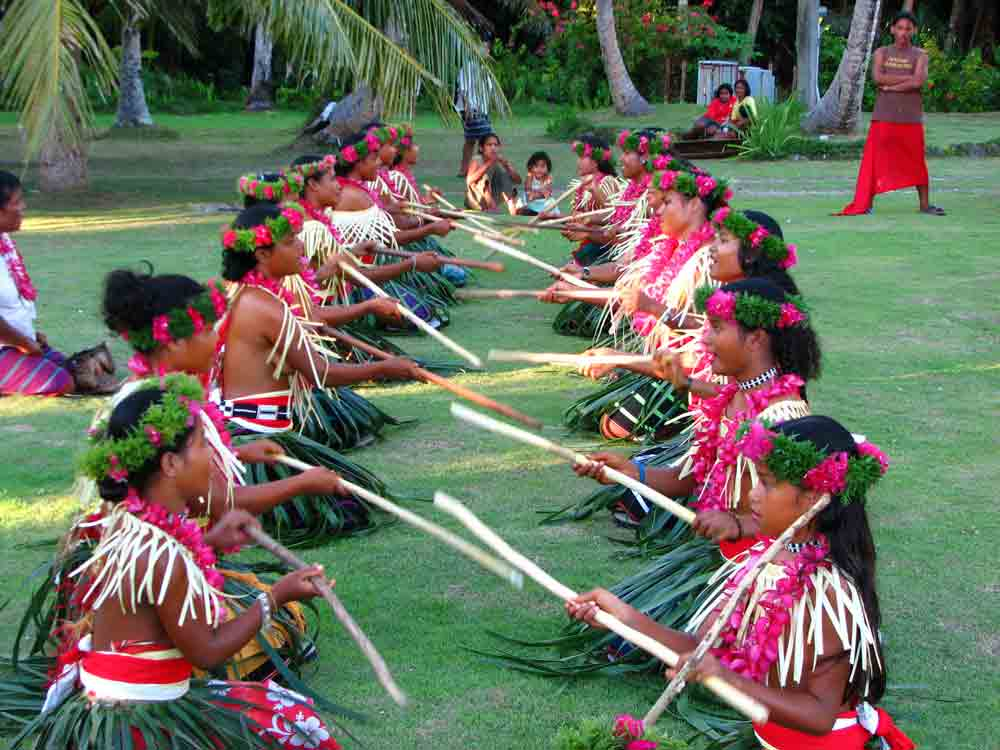
مردم آب‌سنگ حلقوی یولیتی در حال خوشامدگویی

آبخوست یَپ به خاطر واحد پول سنگی خود (سنگ رای) زبانزد است. این پول، شکل دایره با سوراخی در وسط دارد که معمولاً از جنس کلسیت بوده و قطر آن تا ۴ متر (۱۳ فوت) نیز می‌رسد. بومیان ساکن آبخوست صاحب هر یک از پول‌ها را می‌شناسند و برای پرداخت، لزوماً آنها را جابجا نمی‌کنند. پنج گونه اصلی پول وجود دارد: ممبول، گاو، رای، یار، و رِنگ. قطر پول رِنگ تنها ۳۰ سانتیمتر (۱۲ اینچ) است. ارزش این پول‌ها به اندازه و تاریخ آنها بستگی دارد. بسیاری از آنها از دیگر آبخوست‌ها مانند گینه نو آورده شده‌اند. اما بیشتر آنها در دوره باستان از پالائو آورده شده‌اند. نزدیک به ۶٬۵۰۰ عدد از آنها در آبخوست پراکنده هستند.
میکرونزی مرکز تمدن نان مدال است. نان مدال، مرکز مراسم مذهبی میکرونزی خاوری است که به‌عنوان میراث جهانی یونسکو ثبت شده اما به دلیل خطر فجایع طبیعی، در فهرست بناهای «در معرض خطر» است. دولت ایالات فدرال میکرونزی در حال کار برای نگهداری از بناهای این تمدن است.

### ادبیات
در ایالات فدرال میکرونزی چند نویسنده ادبی وجود دارند. در سال ۲۰۰۸ (میلادی) املیتر کیلنگ نخستین میکرونزیایی بود که مجموعه شعری به زبان انگلیسی چاپ کرد.